# Ross-shire
Ross-shire (en gaélico escocés: Siorrachd Rois) es un área geográfica del noroeste de Escocia, en las Tierras Altas. Hasta el Decreto de Gobierno Local de 1889, Ross-shire era un condado, con la capital en la villa de Dingwall. Incluía la isla de Lewis, la isla más grande de las Hébridas Exteriores.
El condado tenía fronteras al norte con Cromartyshire y Sutherland y al sur con Inverness-shire. Había muchos enclaves de Cromartyshire en Ross-shire, incluido el puerto de Ullapool, así como un exclave de Nairnshire. En 1890, el condado fue unido con Cromartyshire como el condado de Ross & Cromarty, pero en las direcciones postales seguía siendo Ross-shire. En 1975, después del Decreto de Gobierno Local de 1973, Ross & Cromarty se transformó en un distrito del consejo de Highland, y Lewis fue dado al consejo nuevo de las Hébridas Exteriores. Ross & Cromarty fue disuelto en 1996 cuando Highland pasó a ser una autoridad unitaria después del Decreto de Gobierno Local de 1994.
Ross-shire, y su vecino Inverness-shire, son los únicos condados británicos con guiones entre la capital y el sufijo -shire, porque no se escribe la misma letra tres veces en el idioma inglés.

## Localidades anteriores
- Dingwall (capital)
- Stornoway, isla de Lewis
- Kyle of Lochalsh